# Federação dos Estudantes Marxistas-Leninistas
A Federação dos Estudantes Marxistas-Leninistas (FEM-L) foi a organização do Partido Comunista dos Trabalhadores Portugueses/Movimento Reorganizativo do Partido do Proletariado (PCTP/MRPP) para a juventude, fundada em 1972. Foi através da FEM-L que o MRPP se estabeleceu como uma das principais forças políticas nas universidades portuguesas nos anos finais da ditadura e se viria a tornar uma das maiores e mais ativas organizações radicais do período revolucionário. O seu órgão de propaganda foi o periódico Guarda Vermelha.
Entre os militantes da FEM-L estiveram José Ribeiro Santos, Alexandrino de Sousa, Garcia Pereira, José Manuel Durão Barroso. e Saldanha Sanches.
José Ribeiro Santos foi assassinado pela Direção-Geral de Segurança em 12 de outubro de 1972, na sequência confrontos durante as manifestações estudantis na Faculdade de Direito da Universidade de Lisboa. A sua morte espoletou várias manifestações exigindo liberdade e contra a repressão política do Estado Novo. O seu funeral teve a presença de milhares de pessoas, sobretudo estudantes, que se envolveram em confrontos com as forças de segurança. Nas semanas seguintes ao assassinato sucederam-se em Lisboa várias manifestações, greves estudantis e confrontos, resultando no encerramento de várias universidades. Em 9 de outubro de 1975, Alexandrino de Sousa, também estudante da Faculdade de Direito, dirigente da FEM-L e diretor do jornal Guarda Vermelho, foi atirado ao rio Tejo por um grupo de militantes da UDP enquanto colava cartazes que assinalavam a morte de Ribeiro dos Santos, tendo morrido afogado.